# Cirsium wankelii
Cirsium wankelii là một loài thực vật có hoa trong họ Cúc. Loài này được Reichardt mô tả khoa học đầu tiên năm 1861.